# Prix Ignacio-Ribas-Marqués
Le prix Ignacio-Ribas-Marqués  (Premio Ignacio Ribas Marqués) était destiné à récompenser un premier travail de recherche et de synthèse dans les domaines de la science et de la technologie de la chimie.

## Histoire
Ce prix a été fondé en 2002 par le Collège officiel des chimistes de Galice (Colegio Oficial de Químicos de Galicia) à l'occasion du cinquantième anniversaire de sa création et en hommage à Ignacio Ribas Marqués, titulaire pendant trente ans (1942-1971) de la chaire de chimie organique de l'université de Saint-Jacques-de-Compostelle. Le prix a été attribué pour la dernière fois en 2007 et supprimé en 2012.
Le jury était particulièrement attentif aux travaux liés au recensement ou à l'exploitation des ressources naturelles de la Galice, et ce afin d'honorer et de perpétuer la mémoire de Ribas, dont l'essentiel des recherches a porté sur les alcaloïdes de plantes aussi typiquement locales que le Genêt à balais ou le Chêne-liège, substances à nombre desquelles il a donné le nom de villes de sa région d'adoption : santiaguina (d'après Saint-Jacques-de-Compostelle), orensina (d'après Orense), coruñesina (d'après La Corogne), pontevedrina (d'après Pontevedra), etc.

## Lauréats
- 2002 : Raquel Rial Otero, Beatriz Cancho Grande et Jesús Simal Gándara, pour leur travail sur une méthode de détection des fongicides par l'analyse chromatographique multirésidus, appliquée aux vignobles galiciens d'appellation d'origine, travail intitulé Desarrollo y validación del método multiresiduo LLE-SPE[2]HPLC-DAD[3] para la determinación de fungicidas, aplicados en los viñedos gallegos de denominación de origen.
- 2003 : Senén Paz Abuín, Pilar Prendes González, Josefa Calvo Blanco et Ángeles Canosa Pita, pour leur travail sur une nouvelle formule époxy destinée à la fabrication de produits préimprégnés à l'usage de l'industrie éolienne, intitulé Diseño de una nueva formulación epoxi destinada a la fabricación de preimpregnados de uso en la industria eólica.
- 2004 : José Tojo Suárez, Ana Rodríguez et Emilio José González, pour leur travail sur la réduction et la valorisation des déchets d'hydrocarbures, intitulé Planta de minimización y valorización de residuos hidrocarburados.
- 2005 : Jacinto Pérez Borrajo, pour son travail sur les biomatériaux pour implants, intitulé Biomateriales para un novo concepto de implante.
- 2006 : María Gómez Carracedo, Raquel Fernández Varela et Patricia Fresco Rivera, pour leur travail sur l'origine des déversements d'hydrocarbures dans l'écosystème marin, intitulé Identificación objetiva del origen de hidrocarburos vertidos en el ecosistema marino.
- 2007 : Manuel Pérez Vázquez, pour son travail sur la synthèse de la palinurine[4], inhibiteur de l'enzyme kinase synthase glycogène-3, intitulé Primera síntesis asimétrica de la palinurina, potente inhibidor de GSK-3E.